# 拉迪沃耶·克里沃卡皮奇
拉迪沃耶·克里沃卡皮奇（羅馬化：Radivoje Krivokapić，1953年9月11日—2024年11月12日），塞尔维亚男子手球运动员。他曾代表南斯拉夫国家队参加1976年夏季奥林匹克运动会手球比赛，获得第5名。